# Goran Cvijanovič
Goran Cvijanović (San Pietro di Gorizia, 9 settembre 1986) è un ex calciatore sloveno, di ruolo centrocampista.

## Palmarès

### Club
- Campionato sloveno: 3

Gorica: 2005-2006
Maribor: 2010-2011, 2011-2012
- Coppa di Slovenia: 1

Maribor: 2011-2012
- Supercoppa di Slovenia: 1

Maribor: 2013